# Ion Babici (deputat)
Ion Babici (n. 4 octombrie 1973, Schineni, raionul Soroca, RSS Moldovenească, URSS) este un electrician și jurist din Republica Moldova, deputat în legislatura 2021-2025 a Parlamentului Republicii Moldova, reprezentant al Partidului Acțiune și Solidaritate (PAS).

## Biografie
Născut la Schineni, raionul Soroca, Babici a absolvit studiile la Tehnicumul Politehnic din Bălți (1988-1992) și Universitatea de Stat din Moldova (2011-2016). A lucrat ca electrician la o gospodărie agricolă, după care a fost președintele cooperativei agricole „Schineanul”. După 1999, a lucrat în sectorul neguvernamental, fiind coordonator regional, apoi director la filiala din Soroca a Centrului Național de Asistență și Informare a Organizațiilor neguvernamentale „CONTACT” (2000-2004). Apoi, până în 2011 a activat în Centrul de resurse pentru tineret „DACIA” din Soroca. În 2009 a fost decorat de președintele Republicii Moldova cu Medalia „Meritul Civic”.
În sectorul guvernamental, a fost angajat timp de doi ani la primăria comunei Schineni ca specialist în probleme de tineret și sport.

### Activitate politică
Babici a fost președintele Organizației teritoriale PAS din Soroca. A candidat cu numărul 47 pe lista Partidului Acțiune și Solidaritate la alegerile parlamentare din 2021 și a acces în Parlament.